# المراسلون الخاصون (فلم)
المراسلون الخاصون (بالإنجليزية: Special Correspondents) فيلم كوميدي بريطاني، كندي، أمريكي. كتابة وإخراج وبطولة ريكي جيرفيه. مبني على الفيلم الفرنسي من عام 2009 بنفس العنوان. بطولة ريكي جيرفيه، إريك بانا، فيرا فارميغا، كيلي ماكدونالد، كيفين بولك، بنجامين برات، أمريكا فيريرا، وراؤول كاستيلو. عرض الفيلم لأول مرة في مهرجان تريبيكا السينمائي في 22 أبريل، 2016، وعرض حول العالم على نتفليكس في 29 أبريل، 2016.

## الممثلين والشخصيات
- ريكي جيرفيه بدور إيان فينتش
- إريك بانا بدور فرانك بونفيل
- فيرا فارميغا بدور إلينور فينتش
- كيلي ماكدونالد بدور كلير مادوكس
- كيفين بولك بدور جيفري مالارد
- بنجامين برات بدور جون بيكر
- أمريكا فيريرا بدور بريجيدا
- راؤول كاستيلو بدور دومينغو

## وصلات خارجية
- المراسلون الخاصون على نتفليكس
- المراسلون الخاصون على الطماطم الفاسدة
- مقالات تستعمل روابط فنية بلا صلة مع ويكي بيانات